# Reffannes
Reffannes és un municipi francès situat al departament de Deux-Sèvres i a la regió de la Nova Aquitània. L'any 2007 tenia 369 habitants.

## Demografia

### Població
El 2007 la població de fet de Reffannes era de 369 persones. Hi havia 144 famílies de les quals 36 eren unipersonals (24 homes vivint sols i 12 dones vivint soles), 48 parelles sense fills, 52 parelles amb fills i 8 famílies monoparentals amb fills.
La població ha evolucionat segons el següent gràfic:
Habitants censats

### Habitatges
El 2007 hi havia 183 habitatges, 146 eren l'habitatge principal de la família, 12 eren segones residències i 25 estaven desocupats. 178 eren cases i 5 eren apartaments. Dels 146 habitatges principals, 102 estaven ocupats pels seus propietaris i 44 estaven llogats i ocupats pels llogaters; 6 tenien dues cambres, 21 en tenien tres, 41 en tenien quatre i 78 en tenien cinc o més. 130 habitatges disposaven pel capbaix d'una plaça de pàrquing. A 67 habitatges hi havia un automòbil i a 65 n'hi havia dos o més.

### Piràmide de població
La piràmide de població per edats i sexe el 2009 era:
| Homes | Edats   | Dones |
| ----- | ------- | ----- |
| 0     | 95 o +  | 0     |
| 0     | 90 a 94 | 0     |
| 4     | 85 a 89 | 0     |
| 0     | 80 a 84 | 8     |
| 12    | 75 a 79 | 16    |
| 4     | 70 a 74 | 8     |
| 16    | 65 a 69 | 0     |
| 4     | 60 a 64 | 16    |
| 8     | 55 a 59 | 0     |
| 20    | 50 a 54 | 16    |
| 8     | 45 a 49 | 12    |
| 4     | 40 a 44 | 16    |
| 20    | 35 a 39 | 8     |
| 24    | 30 a 34 | 24    |
| 12    | 25 a 29 | 0     |
| 12    | 20 a 24 | 16    |
| 20    | 15 a 19 | 24    |
| 0     | 10 a 14 | 8     |
| 12    | 5 a 9   | 4     |
| 8     | 0 a 4   | 8     |

## Economia
El 2007 la població en edat de treballar era de 239 persones, 164 eren actives i 75 eren inactives. De les 164 persones actives 149 estaven ocupades (84 homes i 65 dones) i 15 estaven aturades (6 homes i 9 dones). De les 75 persones inactives 26 estaven jubilades, 11 estaven estudiant i 38 estaven classificades com a «altres inactius».

### Ingressos
El 2009 a Reffannes hi havia 145 unitats fiscals que integraven 338,5 persones, la mediana anual d'ingressos fiscals per persona era de 13.931 €.

### Activitats econòmiques
Dels 14 establiments que hi havia el 2007, 2 eren d'empreses de fabricació de material elèctric, 1 d'una empresa de fabricació d'altres productes industrials, 2 d'empreses de construcció, 3 d'empreses de comerç i reparació d'automòbils, 1 d'una empresa de transport, 2 d'empreses d'hostatgeria i restauració, 1 d'una empresa immobiliària i 2 d'empreses classificades com a «altres activitats de serveis».
Dels 5 establiments de servei als particulars que hi havia el 2009, 1 era un taller de reparació d'automòbils i de material agrícola, 1 lampisteria, 1 electricista, 1 perruqueria i 1 restaurant.
L'únic establiment comercial que hi havia el 2009 era una botiga de menys de 120 m².
L'any 2000 a Reffannes hi havia 10 explotacions agrícoles que ocupaven un total de 402 hectàrees.

## Equipaments sanitaris i escolars
El 2009 hi havia una escola elemental integrada dins d'un grup escolar amb les comunes properes formant una escola dispersa.

## Poblacions més properes
El següent diagrama mostra les poblacions més properes.